# هوراس إس. كولي
هوراس إس. كولي هو سياسي أمريكي، ولد في 1806، وتوفي في 2 أبريل 1850. انتخب Illinois Secretary of State ‏.